# Tim Kazurinsky
 (mai 2018).
Si vous disposez d'ouvrages ou d'articles de référence ou si vous connaissez des sites web de qualité traitant du thème abordé ici, merci de compléter l'article en donnant les références utiles à sa vérifiabilité et en les liant à la section « Notes et références ».
Timothy James "Tim" Kazurinsky né le 3 mars 1950 à Johnstown, en Pennsylvanie, est un acteur et scénariste américain.
Il est comme acteur en particulier dans Saturday Night Live et pour son rôle de Carl Sweetchuck dans les films de la série des Police Academy.

## Biographie
Tim Kazurinsky est né à Johnstown, en Pennsylvanie. Son père était américain d'origine polonaise et sa mère était Australienne,. Il a passé la plupart de son enfance en Australie, où il a étudié à la Birrong Boys High School. À l'âge de 16 ans, il a déménagé seul aux États-Unis. Il est diplômé de la Greater Johnstown High School en 1967.
Kazurinsky travaille en tant que journaliste pour le Johnstown Tribune-Démocrat, puis en tant que rédacteur pour la Saint-Louis Missouri Store. Il s'installe à Chicago et commence à travailler pour Leo Burnett Worldwide dans son service de publicité. Cherchant à gagner de la prestance, il s'inscrit dans une classe d'improvisation à The Second City et devient un membre important de la troupe en 1978. Finalement, il attire l'attention du dirigeant de Saturday Night Live, John Belushi qui lui recommande de rencontrer le producteur exécutif, Dick Ebersol. Ebersol est impressionné par Kazurinsky et l'embauche comme scénariste et acteur en 1981.
Au cours de ses trois saisons sur SNL, Kazurinsky est connu pour jouer de nombreux personnages ainsi que de nombreuses parodies et imitations de célébrité. Ses camarades de jeu et membres de la distribution sont entre autres Eddie Murphy, Joe Piscopo, Julia Louis-Dreyfus et Mary Gross. Il a souvent des accrochages avec Dick Ebersol concernant la direction du spectacle et la création. En 1984, il quitte SNL avec Joe Piscopo.
Il vit à l'extérieur de Chicago avec sa femme, Marcia Watkins, actrice de Broadway et a une fille Zoe, et un fils Pete.

### Personnages récurrents surSNL
- Le Dr Jack Badofsky, prétendu scientifique qui a présenté une absurde listes de  jeux de mots humoristiques basés sur les noms de maladies. Ce personnage est mentionné dans un épisode de 2016 des Simpson, lorsque M. Burns s'exclame, « le jeu de mots est pour les mots croisés et Kazurinsky ! »
- M. Landlord du Quartier de M. Robinson avec Eddie Murphy.
- Le père Timothy Owens, un prêtre Irlandais.
- L'Iguane, la moitié masculine d'un couple désespérément abruti qui n'a jamais révélé à sa femme qu'il était un dangereux aventurier.
- Havnagootiim Vishnuuerheer, (prononcé « Having a good time wish you were here » signifiant « je vous souhaite un beau temps »), un Hindou Maître Éclairé qui a effacé Les Grandes Questions sans Réponse de l'Univers.
- Wayne Huevos, une suave latino-Américain, homme d'affaires, qui est apparu sur Weekend Update avec des idées sur la façon de nettoyer la Ville de New York.
- Madge Le Mari Chimpanzé dans le feuilleton dramatique à épisodes J'ai épousé un singe.

### Célébrités parodiées surSNL
- Mahatma Gandhi (dans une bande annonce de film parodie appelée Gandhi et le Bandit)
- Billie Jean King
- Adolf Hitler
- Ozzy Osbourne
- Klaus Barbie
- Gary Hart
- Moe Howard
- Douglas MacArthur
- Deng Xiaoping
- Franklin Roosevelt
- Henry Thomas (comme son personnage Elliott de E. T. l'Extra-Terrestre)

## Filmographie

### Acteur
- My Bodyguard (1980) - travailleur
- Quelque part dans le temps (1980) - Photographe en 1912
- Continental Divide (1981) - Reporter
- Billions for Boris (1984) - Bart
- This Wife for Hire (1985) - Mel Greenfield, M.D
- Police Academy 2: Au boulot (1985) - Sweetchuck, le commerçant
- Police Academy 3: Instructeur de choc (1986) - Cadet Sweetchuck
- About Last Night (1986) - Colin
- Police Academy 4: Aux armes citoyens (1987) - Cadet Sweetchuck
- Hot to Trot (1988) - Leonard
- Wedding Band (1989) - Frère Blaireau #1
- Shakes the Clown (1991) - Papa dans la première fête
- The Cherokee Kid (1996) - Gaudy Hawker
- Plump Fiction (1997) - Priscilla, reine du Dessert
- The Silencer (1999) - Bibliothécaire
- Poor White Trash (2000) - Carlton Rasmeth
- Handicap Hunters (2001) - Narcoleptic
- Betaville (2001) - President XM
- Roll Bounce (2005) - Car Salesman
- 8 of Diamonds (2006) - Viggio
- I Want Someone to Eat Cheese With (2006) - Bill Bjango
- Stash (2007) - John Bookenlacher
- Tapioca (2009) - Einstein
- Ca$h (2010) - Chunky Chicken Salesman (non-crédité)
- Typing (2010) - Al
- John Belushi: Dancing on the Edge (2010) - lui-même
- The Return of Joe Rich (2011) - Petey B
- Close Quarters (2012) - Morris
- Scrooge & Marley (2012) - Marley
- The Moleman of Belmont Avenue (2013) - Harold
- Thrill Ride (2016) - Gus
- Chicago Justice (2017) - Judge Emerson
- Hope Springs Eternal (2017) - Mr. Melvin Baxter
- Alonso, the Dream and the Call (2017) - Store Patron
- Easy (2017) - Father Timothy

### Scénariste
- Grande ville de la comédie (1980)
- À propos d'hier soir... (1986)
- Et si on le gardait ? (1988)
- Le Cherokee Kid (1996) - Voyantes Hawker
- Relativity (1996)
- Fame L.A. (1997)

### Travail en Solo
- Saturday Night Live (1980-1984)
- D'Étranges Relations (2003)
- According to Jim (2005)